# Towarzystwo Opieki nad Weteranami 1831 r.
Towarzystwo Opieki nad Weteranami 1831 r. – organizacja dobroczynna, założona w Krakowie w 1881 r. przez barona Kaliksta Horocha, który do swojej śmierci pozostawał jej Prezesem. Kolejnymi prezesami byli Ksawery bar. Konopka i Józef hr. Męciński. Formalnie Towarzystwo działało od 1 marca 1882 r. do końca lutego 1894 r., po czym przedłużyło swoją działalność o 12 lat do końca lutego 1906 r. Zasięgiem swojej pomocy obejmowało weteranów mieszkających na terenie zachodniej Galicji. Podobna instytucja istniała we Lwowie.

## Członkowie
- Kalikst Horoch
- Marceli Jawornicki
- Ksawery Konopka
- Erard Ciechowski
- Fortunat Gralewski
- Antoni Kłobukowski
- Jan Kosz
- Dr Władysław Markiewicz
- Edmund Różycki
- Walery Rzewuski
- Hieronim Salomoński
- Konrad Ściborowski
- Władysław Ściborowski
- Adolf Siedlecki
- Adolf Tetmajer
- Kornel Chwalibóg
- hr. Józef Męciński
- Władysław Fischer
- Henryk Schwarz
- Maciej Fox
- Kazimierz Langie
- Jan Skirliński
- Franciszek Slęk
- Witalis Szpakowski
- Konstanty Wiszniewski
- Józef Mazarek
- Jan Geisler
- Hipolit Filochowski
- Stanisław Biesiadecki
- Edmund Klemensowicz
- Józef Popowski
- Jan Skirski
- Władysław Niewiarowski
- Czesław Kamieński
- Henryk Szatkowski